# Cerna Skala, Kărdjali
Cerna Skala (în bulgară Черна Скала) este un sat în comuna Kărdjali, regiunea Kărdjali,  Bulgaria. 

## Demografie
Componența etnică a satului Cerna Skala
     Turci (99,2%)
     Nicio identificare (0,79%)
     Altele (0%)
La recensământul din 2011, populația satului Cerna Skala era de 126 locuitori. Din punct de vedere etnic, majoritatea locuitorilor (99,2%) erau turci. Pentru 0,79% din locuitori nu este cunoscută apartenența etnică.